# Poecilasthena pulchraria
Poecilasthena pulchraria là một loài bướm đêm thuộc họ Geometridae. Nó được tìm thấy ở Úc.

## Hình ảnh

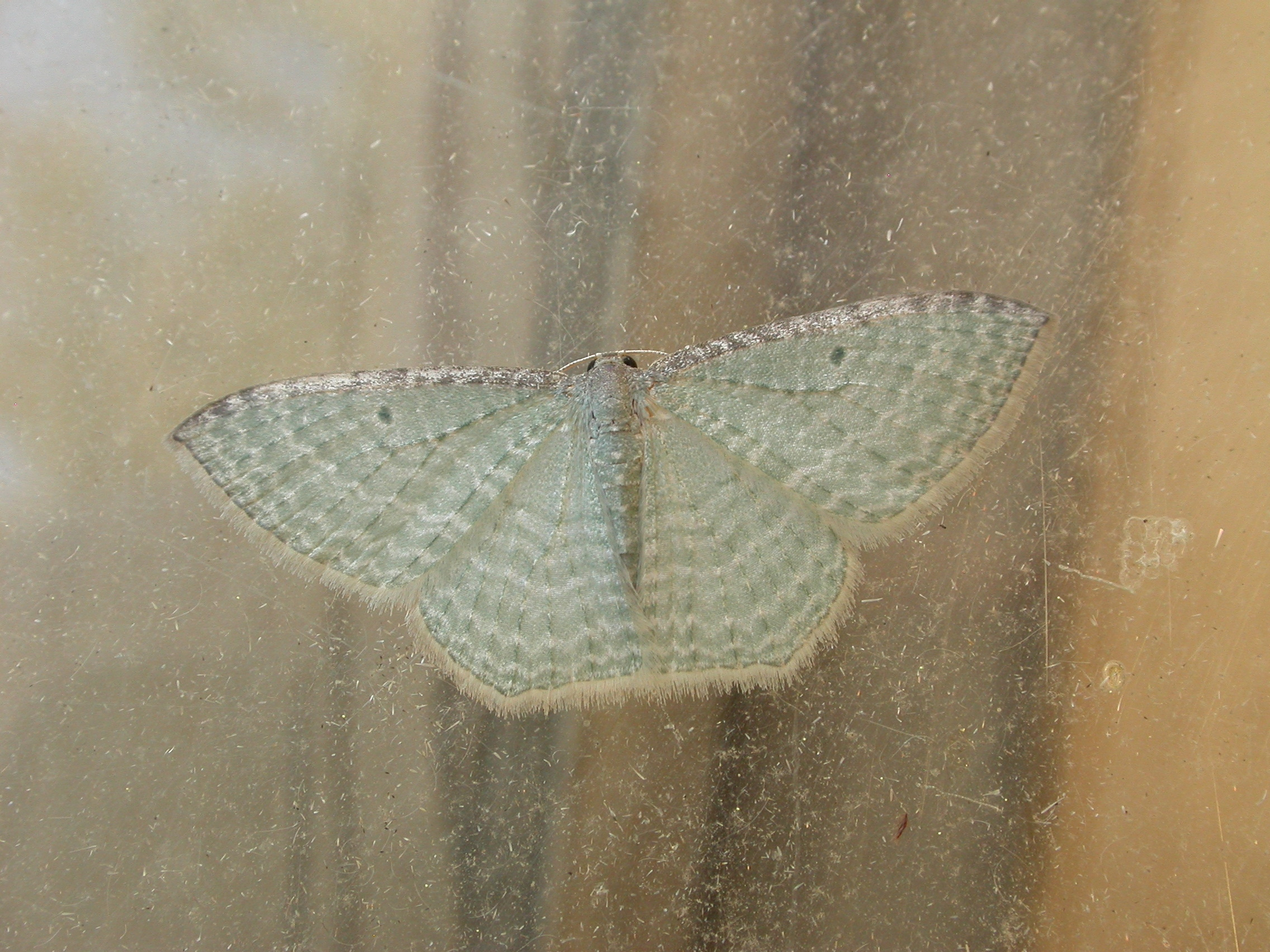
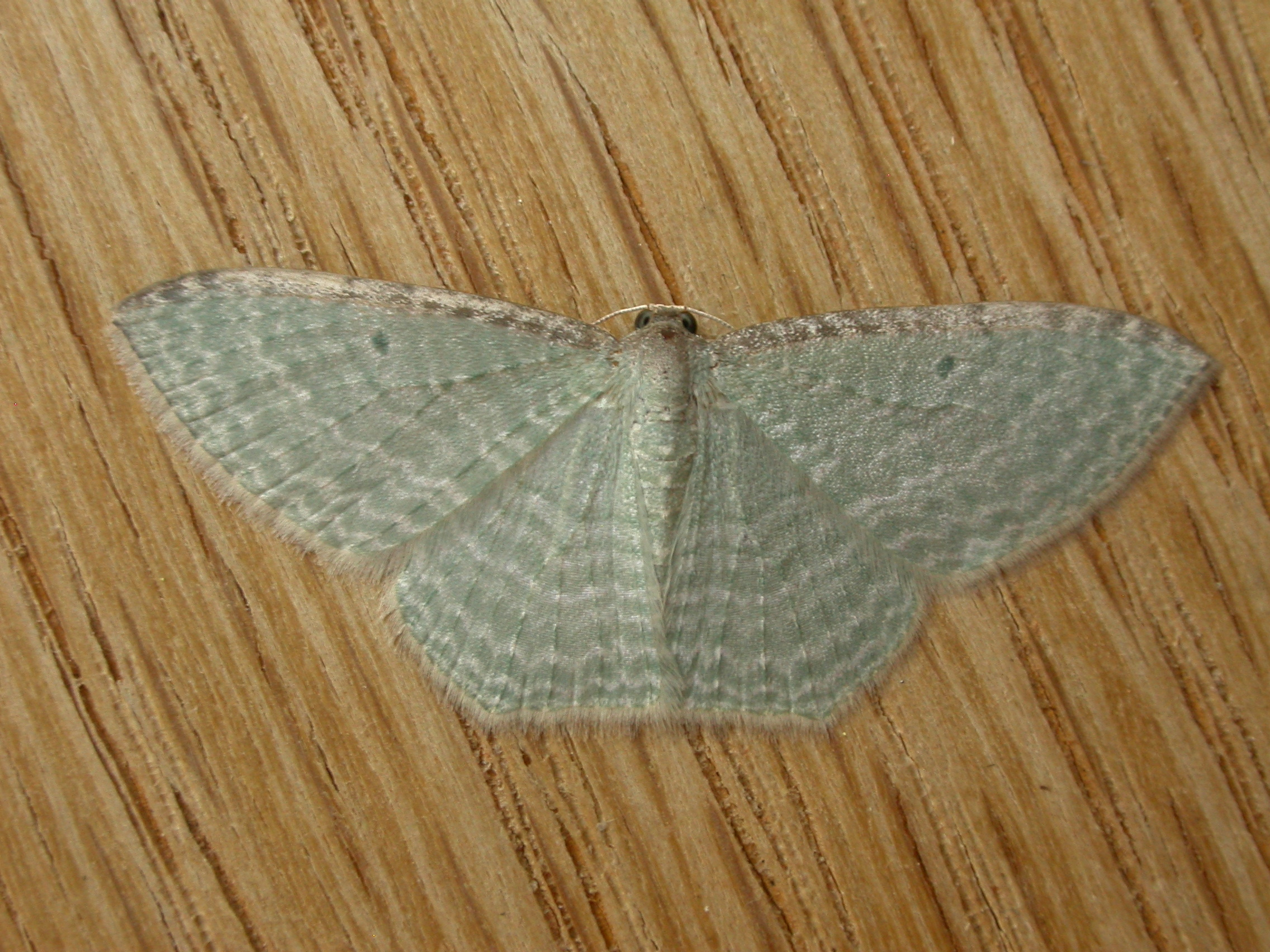
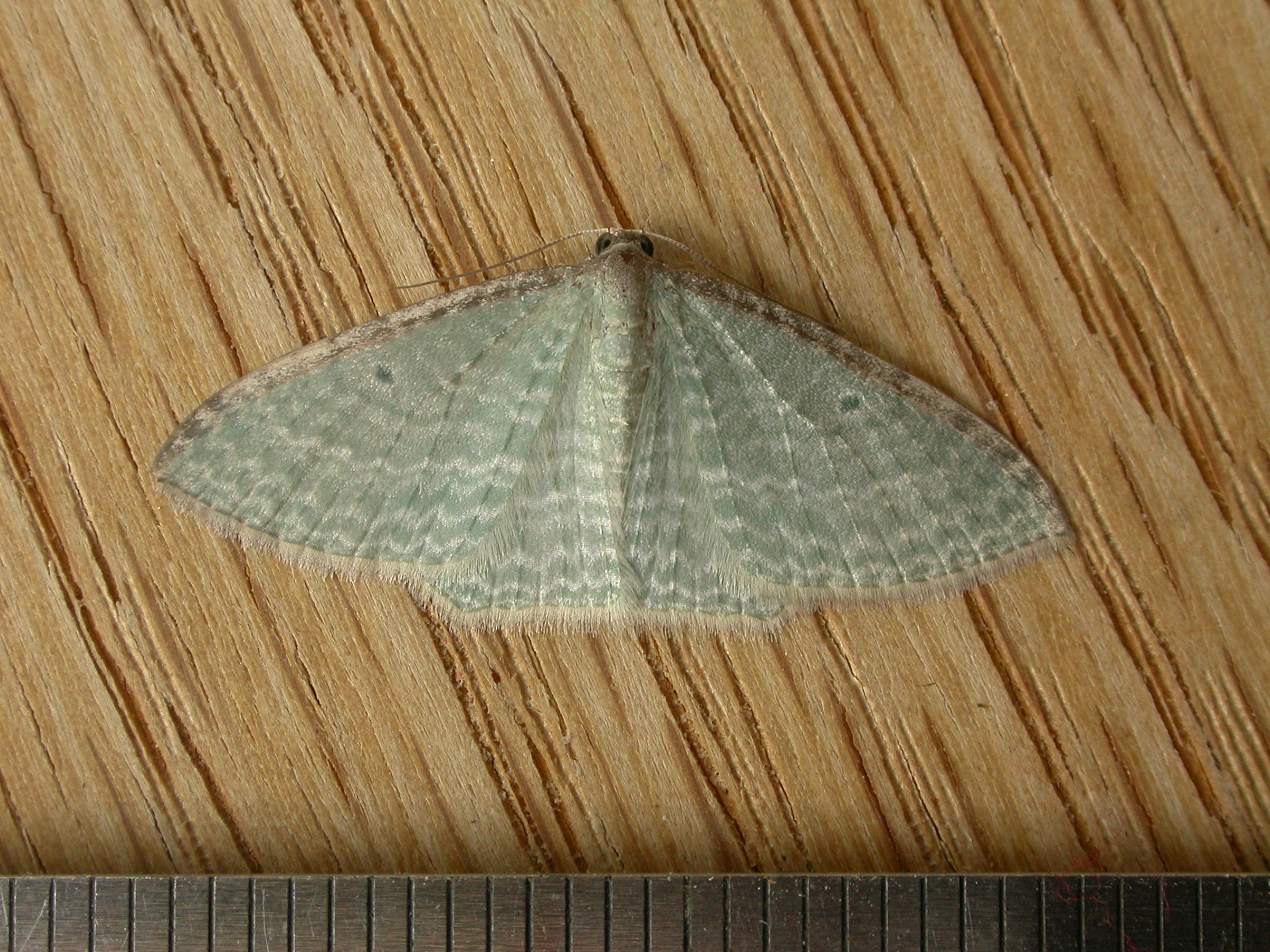
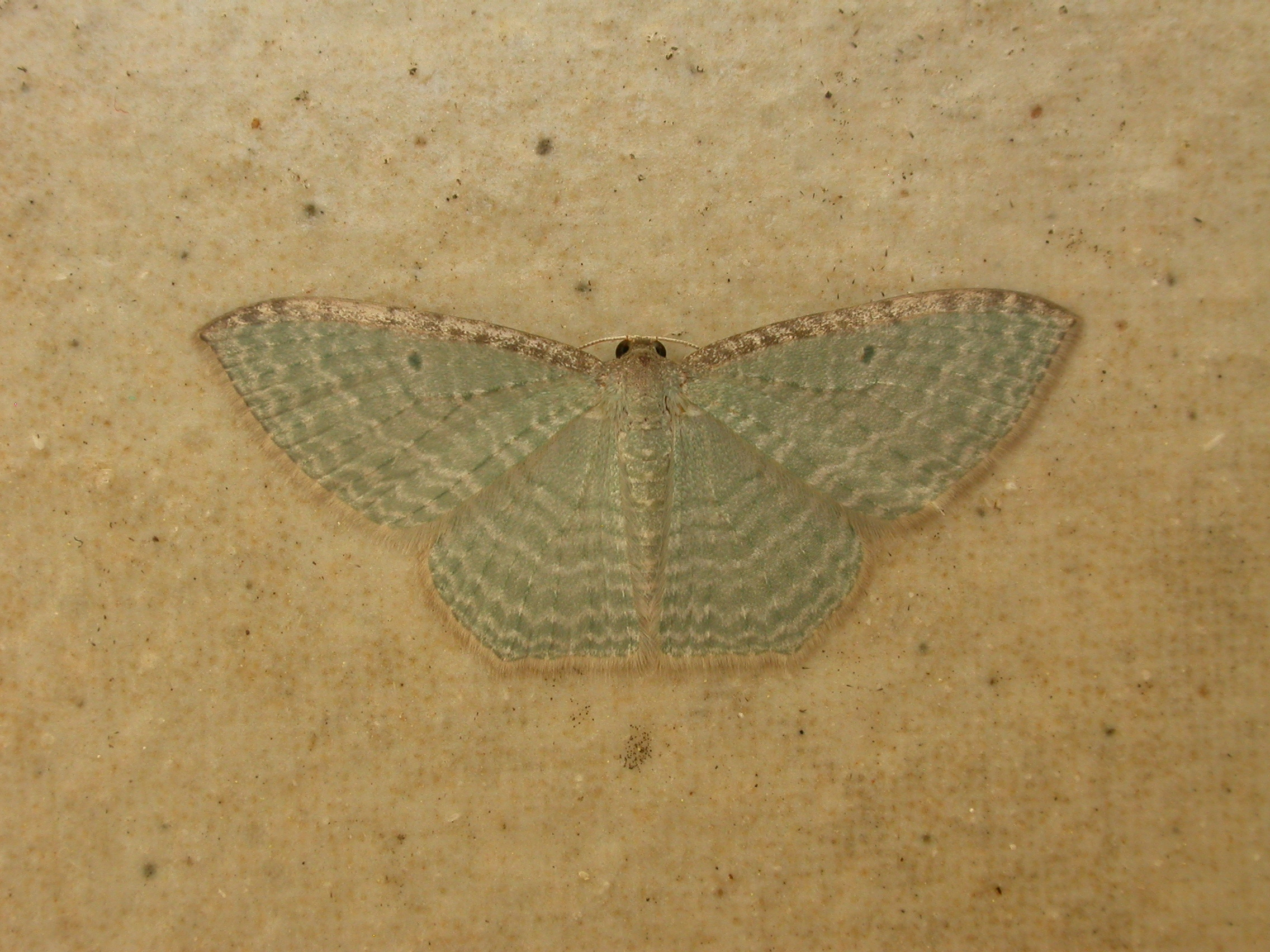